# Ferdinand de Rye
Ferdinand de Longwy, dit de Rye (* 1. Oktober 1550 auf Burg Balançon in Thervay; † 20. August 1636 in Fraisans) war fast 50 Jahre lang Erzbischof von Besançon.

## Leben
Ferdinand de Rye ist der Sohn von Gérard de Rye, Seigneur de Balançon, Kammerherr und Zweiter Sommelier des Kaisers Karl V., und Louise de Longwy aus dem Haus Chaussin. Seine Onkel Louis de Rye und Philibert de Rye waren nacheinander von 1544 bi 1566 Bischof von Genf.
Nachdem er an der Universität von Dole studiert und eine Militärkarriere begonnen hatte, studierte er Theologie in Rom. Er blieb dort, bis er am 5. November 1586 als Nachfolger von Antoine Perrenot de Granvelle zum Erzbischof von Besançon ernannt wurde, und verließ danach seine Diözese nicht mehr. Die Ernennung wurde von Papst Sixtus V. dem Domkapitel auferlegt, das zuvor Antoine de Grammont gewählt hatte, den Hochdekan des Kapitels. Die Weihe erfolgte am 16. August 1587. 1596 wurde er zum Maître des requêtes am Parlement in Dole ernannt.
Er arbeitete an einer Neuausgabe des Missale romanum und des Breviers sowie dem Rituale Romanum der Diözese. Um das religiöse Leben wiederzubeleben, das durch die Kommende und die Aufgabe des gemeinsamen Lebens in vielen Kongregationen verschlechtert wurde, rief Ferdinand de Rye neue religiöse Gemeinden in die Erzdiözese. So wurden vier Kollegien und zwei Jesuitenmissionen gegründet, drei Kollegien der Oratorianer, vierzehn Kapuzinerklöster, zwei der Unbeschuhten Karmeliten, zwei Klöster von Visitantinnen, drei Klöster von Ursulinen etc.
Unter seinem Episkopat ereignete sich am 26. und 27. Mai 1608 das Eucharistische Wunder von Faverney, dessen Richtigkeit er untersuchte. Sobald er von den Ereignissen erfuhr, schickte er drei Ermittler nach Faverney, die weniger als eine Woche nach dem Wunder eintrafen, um die ersten Zeugenaussagen aufzunehmen. Am 10. Juli 1608 erklärte er die Echtheit des Wunders.
1630, im Alter von 80 Jahren, wurde er nach dem Tod von Clériadus de Vergy zum neuen Gouverneur der Freigrafschaft Burgund ernannt. Mit Louis de La Verne und Jean Girardot de Nozeroy konnte er noch die Verteidigung von Dole während der erfolglosen Belagerung der Stadt vom 28. Mai bis 15. August 1636 organisieren. Er starb fünf Tage nach der Aufhebung der Belagerung im nahe gelegenen Fraisans auf der Reise zu seiner Burg in Vuillafans im Alter von 85 Jahren. Er wurde neben seiner Mutter in Vuillafans bestattet.
Sein Neffe François de Rye wurde für wenige Monate sein Nachfolger als Abt von Cherlieu und Erzbischof, neuer Gouverneur der Freigrafschaft wurde Jean-Baptiste de La Baume-Montrevel.
Vor bzw. neben seinem Amt als Erzbischof hatte er eine Reihe weiterer Pfründe:
- 1580 wurde er Prior von Saint-Marcel
- 1584 wurde der Prior von Arbois
- Er war Hochdekan des Domkapitels von Besançon
- 1589 bis 1636 war er Abt von Saint-Claude
- 1599 bis 1636 war er Abt von Cherlieu